# Барбер, Мэри Элизабет
Мэри Элизабет Барбер, урождённая Баукер (англ. Mary Elizabeth Barber; 5 января 1818, Саут-Ньютон, Уилтшир — 4 сентября 1899, Питермарицбург, Южная Африка) — английский ботаник, энтомолог и орнитолог. Не имея специального образования, внесла большой вклад в изучение флоры и фауны Южной Африки.

## Биография
Мэри Элизабет Баукер родилась в Саут-Ньютоне (Уилтшир) в 1818 году. Она была девятым ребёнком (притом первой дочерью) в семье Майлса Баукера, фермера и скотовода, и его жены Анны-Марии. В 1820 году, вскоре после рождения Мэри, её семья присоединилась к числу британских поселенцев в Капской колонии, так как правительство пообещало выделить каждому поселенцу старше восемнадцати лет по сто акров земли. Баукеры поселились в Олбани, близ Грейамстауна. Вскоре Баукер-старший основал там фермерскую школу для собственных детей и детей работников фермы. В школе, среди прочих предметов, преподавалась естественная история; кроме того, дети изучали местную природу, ведя наблюдения за растениями и животными. Главным учителем Мэри стал её старший брат Джон, под чьим руководством она изучала местные минералы и ископаемые. Несколько братьев Мэри впоследствии стали натуралистами и коллекционерами археологических артефактов.
Интерес Мэри к естественным наукам особенно возрос, когда она прочла книгу «Виды южноафриканских растений» Уильяма Генри Харви: первый значительный труд в области ботаники, изданный в Южной Африке. В ней автор просил читателей присылать ему образцы растений, найденных в их местности, чтобы он мог написать полноценный обзор флоры Капского полуострова. Мэри вступила с учёным в переписку, посылая ему семена и образцы растений, что Харви впоследствии отметил в своей Flora Capensis. Их переписка длилась почти три десятилетия, и за это время Мэри отослала Харви около тысячи образцов с сопроводительными заметками. В её честь и в честь её брата Джеймса Харви назвал некоторые роды и виды описанных им растений.
В 1842 году Мэри Баукер вышла замуж за Фредерика Уильяма Барбера, фермера, имевшего химическое образование. Это был период постоянных конфликтов между британскими поселенцами и местным населением, и муж Мэри часто отсутствовал, принимая участие в сражениях. Мэри, оставаясь одна с маленькими детьми, продолжала заниматься ботаникой, а также увлеклась наблюдением птиц. Позднее, под влиянием брата Джеймса, она также начала интересоваться энтомологией, в частности, африканскими бабочками и мотыльками. В 1863 году она познакомилась с энтомологом Роландом Трайменом, работавшим в то время в Южной Африке и собиравшим материал для книги о местных бабочках, при участии Джеймса Баукера. Мэри присоединилась к работе в качестве иллюстратора и на протяжении нескольких лет создавала зарисовки бабочек, гусениц и куколок, часть которых впоследствии была использована в качестве иллюстраций к «Южноафриканским бабочкам», опубликованным в Лондоне в 1887 году за двойным авторством Траймена и Баукера.
Продолжая также заниматься изучением местных растений, Мэри Барбер не раз отсылала образцы в Ботанические сады Кью. В 1885 году началось её сотрудничество с Джозефом Гукером, которое длилось на протяжении последующих трёх десятилетий. Благодаря Гукеру о научных достижениях Мэри стало известно в Британии. В 1866 году Гукер опубликовал в Curtis’s Botanical Magazine сделанную ей зарисовку растения Brachystelma barberiae, названного Харви в её честь. Гукер также познакомил с работами Мэри Чарлза Дарвина, порекомендовавшего к публикации её работу об опылении пчёлами-плотниками вечнозелёного растения Duvernoia adhatodoides и, позднее, её наблюдения о вариативности окраски у гусениц и куколок бабочки Papilio nireus. Работа Мэри о роде Aloe была опубликована в журнале Королевского садоводческого общества. Последней работой Мэри стала опубликованная посмертно статья о стапелиях: Мэри особенно интересовалась этим родом суккулентов, и ей принадлежит заслуга открытия двух новых видов рода (Stapelia glabricaulis и Stapelia jucunda).
Обнаружение в 1867 году алмазов в долине рек Вааль и Оранжевой привлекло в эту область множество людей, включая Фредерика Барбера. Мэри с сыновьями последовали за ним. В этой местности у неё пробудился интерес к геологии и археологии, и она начала собирать окаменелости и доисторические артефакты (скребки, наконечники копий и пр.), которые затем передала в Южноафриканский музей. Она также написала серию статей об условиях жизни и быте добытчиков алмазов. В 1872 году было основано Южноафриканское философское общество, и Мэри получила приглашение стать одним из членов. Впоследствии две её работы были опубликованы в изданиях общества.
В 1879 году участок алмазный участок Барбера был полностью выработан, и он, решив сменить обстановку, отправился в Англию. Мэри оставалась в Кимберли ещё два года, а потом продала собственность. В последующие годы она жила зимой с братом Джеймсом в Дурбане, а лето проводила с сыновьями, которые стали успешными золотодобытчиками. В 1882 году Мэри была избрана членом-корреспондентом Венского орнитологического общества. В 1889 году она, вместе с сыновьями, воссоединилась со своим мужем в Англии, и некоторое время Барберы путешествовали по Европе, после чего вернулись в Южную Африку. Фредерик Барбер умер в 1891 году; Мэри пережила его на восемь лет и скончалась в доме своей дочери в Питермарицбурге 4 сентября 1899 года.
В честь Мэри Барбер назван род растений Barberetta. Собранные ею образцы растений хранятся в музее Грейамстауна, в Тринити-колледже в Дублине и в коллекции Ботанических садов в Кью.